# Rhinella manu
Rhinella manu är en groddjursart som beskrevs av Chaparro, Pramuk och Andrew Gallagher Gluesenkamp 2007. Rhinella manu ingår i släktet Rhinella och familjen paddor. IUCN kategoriserar arten globalt som sårbar. Inga underarter finns listade i Catalogue of Life.